# جون براون (دراج)
جون براون (بالإنجليزية: John Brown) هو دراج نيوزيلندي، ولد في 7 يناير 1916 في ليسماهاغو ‏ في المملكة المتحدة، وتوفي في 12 أبريل 1990.